# (500531) 2012 TH321
(500531) 2012 TH321 es un asteroide perteneciente al cinturón de asteroides, descubierto el 6 de octubre de 2012 por el equipo del Pan-STARRS desde el Observatorio de Haleakala, Hawái, Estados Unidos.

## Designación y nombre
Designado provisionalmente como 2012 TH321.

## Características orbitales
2012 TH321 está situado a una distancia media del Sol de 3,106 ua, pudiendo alejarse hasta 3,852 ua y acercarse hasta 2,360 ua. Su excentricidad es 0,240 y la inclinación orbital 13,82 grados. Emplea 1999,97 días en completar una órbita alrededor del Sol.

## Características físicas
La magnitud absoluta de 2012 TH321 es 16,1. 